# New Hutton
New Hutton – wieś i civil parish w Anglii, w Kumbrii, w dystrykcie (unitary authority) Westmorland and Furness. Leży 67 km na południe od miasta Carlisle i 356 km na północny zachód od Londynu. W 2001 miejscowość liczyła 313 mieszkańców.